# Game Developers Conference
Game Developers Conference (від англ. GDC — Конференція Розробників Ігор) — найбільший щорічний з'їзд професійних розробників відеоігор, спрямований на обмін інформацією між учасниками на тему розробки ігор а також для навчання і натхнення учасників у відповідній сфері. Конференція включає виставку, мережеві заходи, церемонії нагородження такі як Independent Games Festival та Game Developers Choice Awards, а також різноманітні навчальні консультації, лекції, круглі столи для професіоналів індустрії на теми пов'язані з іграми; охоплюючи програмування, проектування, аудіо, виробництво, бізнес та менеджмент і образотворче мистецтво.

## Історія

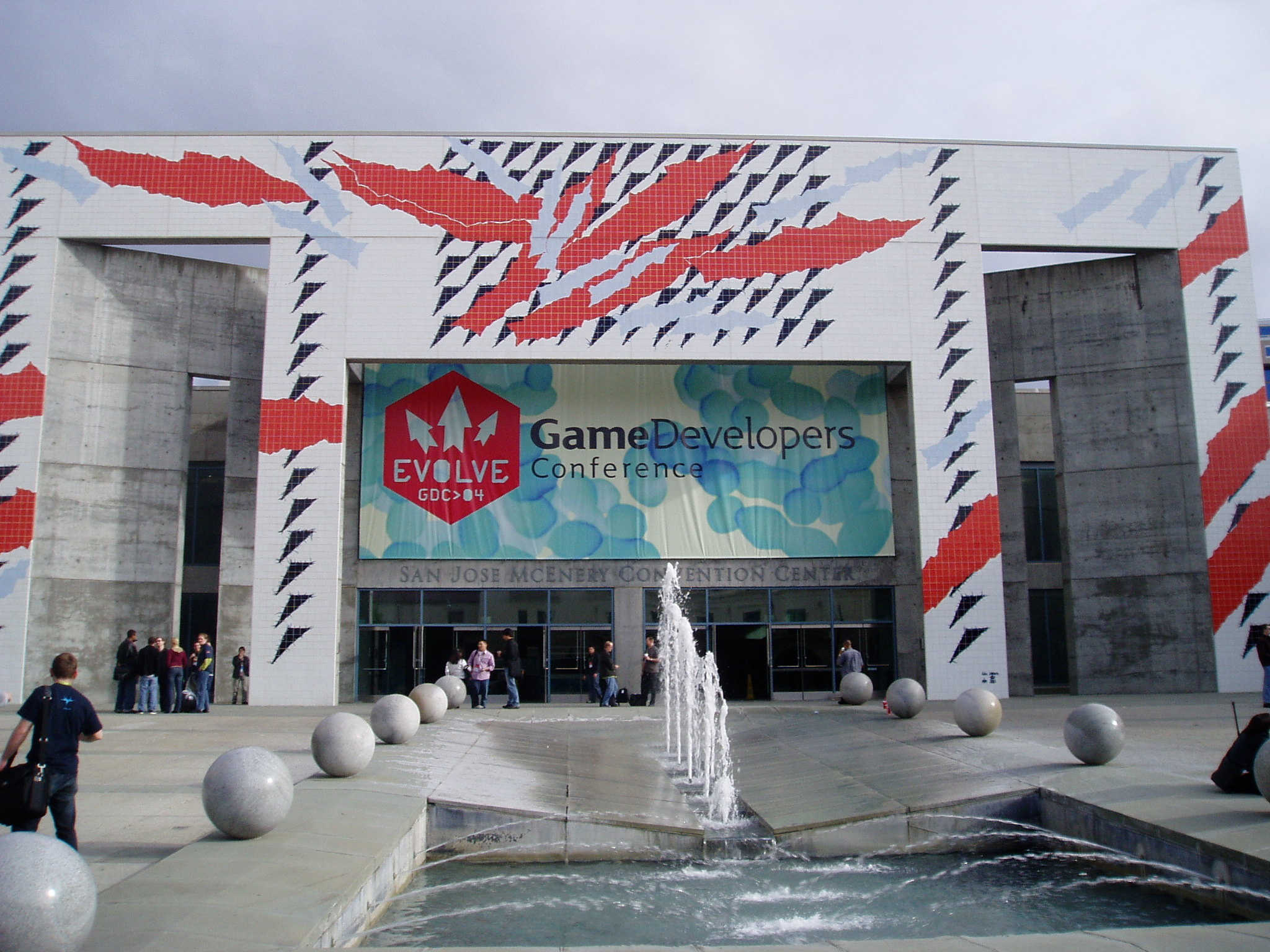
San Jose Convention Center, Сан-Хосе (Каліфорния), GDC 2004.

Вперше конференція була проведена під назвою Computer Game Developers Conference у квітні 1988 Крісом Кроуфордом(Chris Crawford) в Сан-Хосе(США) — були присутніми 27 учасників. Наступна конференція була проведена в тому ж році в одному з готелів Holiday Inn в місті Мілпітас (Каліфорнія) і зібрала вже 125 учасників. Надалі конференції проводились кожного року і кількість учасників постійно зростала. GDC знову була проведена в Сан-Хосе в 2006, в якій взяли участь вже 12,500 учасників, а в 2008 були присутні 18,000 учасників.
Кроуфорд продовжував відігравати провідну роль в проведенні конференцій в перші роки, він також заснував Журнал Проектування Комп'ютерних ігор (The Journal of Computer Game Design) в 1987 одночасно з початком GDC був редактором і автором до 1996 року.
Computer Game Developers Conference змінила назву на «Game Developers Conference» у 1999 році. GDC також проводилися церемонії нагородження під назвою Spotlight Awards з 1997—1999, Independent Games Festival — з 1999 року і Game Developers Choice Awards з 2001. 
Під час GDC також проводяться зустрічі Міжнародної Асоціації розробників ігор(International Game Developers Association).
Зокрема, GDC 2020 року стала першою конференцією, яку було повністю перенесено із запланованих на березень 2020 року через те, що кілька компаній відмовилися від участі через побоювання щодо пандемії COVID-19. Організатори провели GDC 2020 року як віртуальну конференцію та оголосили GDC Summer наступним заходом, який відбудеться в серпні.  Хоча спочатку планували змішану очну та віртуальну конференцію для заходу 2021 року, організатори відмовилися від очної частини в лютому 2021 року через тривале занепокоєння щодо пандемії COVID-19, але залишили тільки віртуальні події.

## Дати проведення (починаючи з 2009 року)

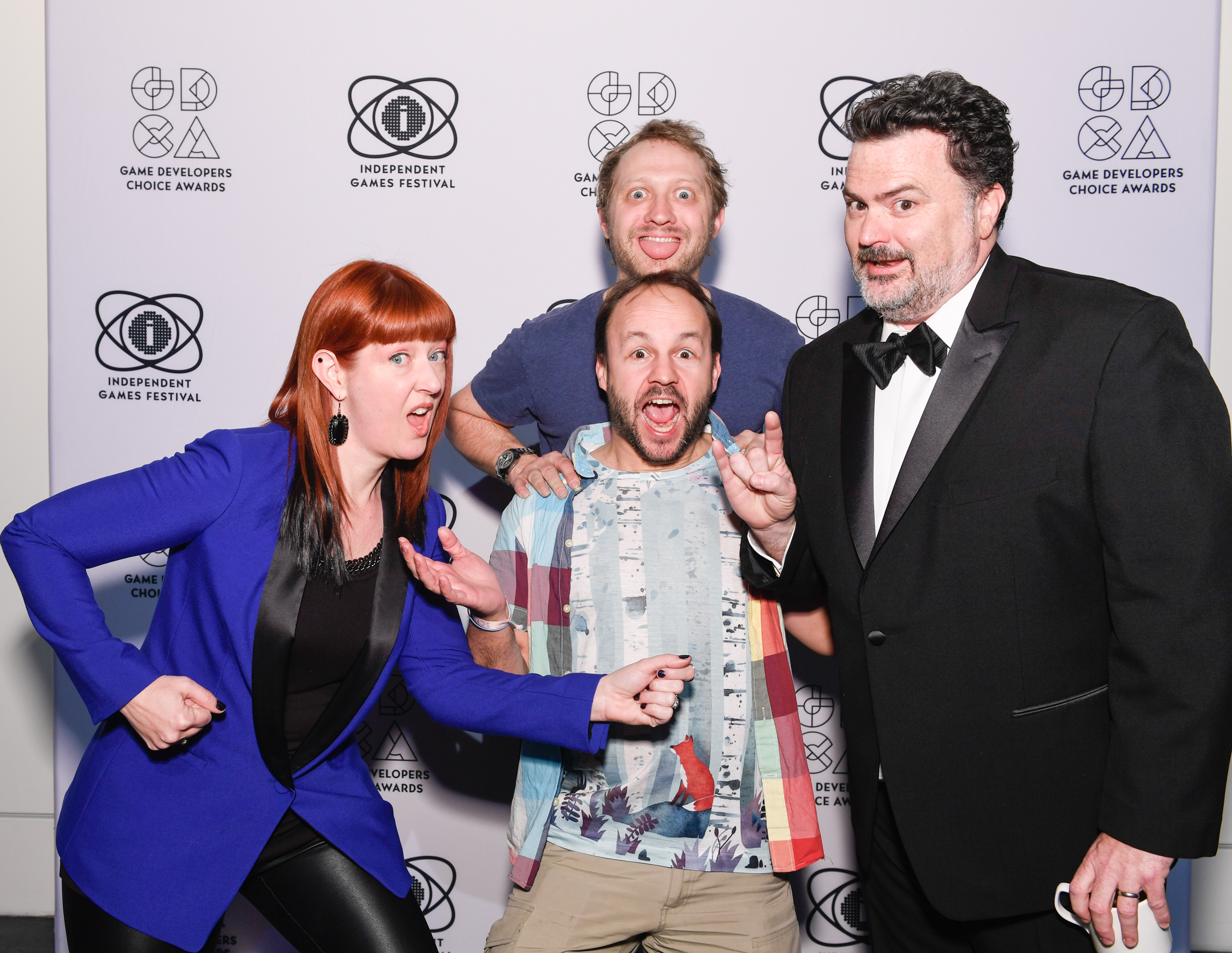
Нагорода GDC 2017 Крок та повторення

| Конференція     | Місце проведення                                      | Дати                  | Відвідувачі                |
| --------------- | ----------------------------------------------------- | --------------------- | -------------------------- |
| 2009            |                                                       |                       |                            |
| GDC 2009        | Сан-Франциско, Каліфорнія                             | березень 23–27        |                            |
| GDC Europe 2009 | Кельн, Німеччина                                      | серпень 17–19         |                            |
| GDC Austin 2009 | Остін, Техас                                          | вересень 15–28        |                            |
| GDC China 2009  | Шанхай, Китай                                         | жовтень 11–13         |                            |
| 2010            |                                                       |                       |                            |
| GDC 2010        | Сан-Франциско, Каліфорнія                             | березень 9–13         |                            |
| GDC Canada 2010 | Ванкувер, Канада                                      | травень 6–7           |                            |
| GDC Europe 2010 | Кельн, Німеччина                                      | серпень 16–18         |                            |
| GDC Online 2010 | Остін, Техас                                          | жовтень 5–8           |                            |
| GDC China 2010  | Шанхай, Китай                                         | грудень 5–7           |                            |
| 2011            |                                                       |                       |                            |
| GDC 2011        | Сан-Франциско, Каліфорнія                             | лютий 28 — березень 4 |                            |
| GDC Europe 2011 | Кельн, Німеччина                                      | серпень 15–17         |                            |
| GDC Online 2011 | Остін, Техас                                          | жовтень 10–13         |                            |
| GDC China 2011  | Шанхай, Китай                                         | листопад 12–14        |                            |
| 2012            |                                                       |                       |                            |
| GDC 2012        | Сан-Франциско, Каліфорнія                             | березень 5–9          |                            |
| GDC Europe 2012 | Кельн, Німеччина                                      | серпень 13–15         |                            |
| GDC Online 2012 | Остін, Техас                                          | жовтень 9–11          |                            |
| GDC China 2012  | Шанхай, Китай                                         | листопад 17–19        |                            |
| 2013            |                                                       |                       |                            |
| GDC 2013        | Сан-Франциско, Каліфорнія                             | березень 25–29        |                            |
| GDC Europe 2013 | Кельн, Німеччина                                      | серпень 19–21         |                            |
| GDC China 2013  | Шанхай, Китай                                         | вересень 15–17        |                            |
| GDC Next 2013   | Лос-Анджелес, Каліфорнія                              | листопад 5–7          |                            |
| 2014            |                                                       |                       |                            |
| GDC 2014        | Сан-Франциско, Каліфорнія                             | березень 17–21        |                            |
| GDC Europe 2014 | Кельн, Німеччина                                      | серпень 11–13         |                            |
| GDC China 2014  | Шанхай, Китай                                         | жовтень 19–21         |                            |
| GDC Next 2014   | Лос-Анджелес, Каліфорнія                              | листопад 3–4          |                            |
| 2015            |                                                       |                       |                            |
| GDC 2015        | Сан-Франциско, Каліфорнія                             | березень 14-18        |                            |
| GDC Europe 2015 | Кельн, Німеччина                                      | серпень 3-4           |                            |
| GDC China 2015  | Шанхай, Китай                                         | жовтень 25-27         |                            |
| 2016            |                                                       |                       |                            |
| GDC 2016        | Сан-Франциско, Каліфорнія                             | березень 14-18        |                            |
| GDC Europe 2016 | Кельн, Німеччина                                      | серпень 15-16         |                            |
| 2017            |                                                       |                       |                            |
| GDC 2017        | Сан-Франциско, Каліфорнія                             | 27 лютого - 3 березня |                            |
| 2018            |                                                       |                       |                            |
| GDC 2018        | Сан-Франциско, Каліфорнія                             | 19-23 березня         |                            |
| 2019            |                                                       |                       |                            |
| GDC 2019        | Конференц-центр Moscone Сан-Франциско, Каліфорнія     | 18-22 березня         | 27,000                     |
| 2020            |                                                       |                       |                            |
| GDC Summer 2020 | Тільки віртуальна подія                               | 4-6 серпня            |                            |
| 2021            |                                                       |                       |                            |
| GDC 2021        | Онлайн та Сан-Франциско, Каліфорнія (Гібридний захід) | 19-23 липня           |                            |
| 2022            |                                                       |                       |                            |
| GDC 2022        | Сан-Франциско, Каліфорнія                             | 21-25 березня         | 12 000 + 5 000 віртуальних |
| 2023            |                                                       |                       |                            |
| GDC 2023        | Сан-Франциско, Каліфорнія                             | 20-24 березня         | 28,000                     |
| 2024            |                                                       |                       |                            |
| GDC 2024        | Сан-Франциско, Каліфорнія                             | 18-22 березня         |                            |
| 2025            |                                                       |                       |                            |
| GDC 2025San     | Сан-Франциско, Каліфорнія                             | 17-21 березня         |                            |